# Kunst im öffentlichen Raum in Olpe
Kunst im öffentlichen Raum in Olpe umfasst öffentlich zugängliche Plastiken, Skulpturen, Brunnen, Wandmalereien, Mosaike und Graffiti im Gebiet der sauerländischen Kreisstadt Olpe. Die nachstehende Liste von Kunstwerken im öffentlichen Raum ist nicht vollständig. Sie wird kontinuierlich ergänzt.

## Liste
| Bild           | Titel/Bezeichnung     | Standort                                  | Künstler                    | Entstehung | Anmerkungen |
| -------------- | --------------------- | ----------------------------------------- | --------------------------- | ---------- | --- |
| weitere Bilder | Geschichtsbrunnen     | Kurkölner Platz Lage                      | Karl-Heinz Klein            | 1998       | Auf dem Brunnen werden unter anderem sechs wichtige Ereignisse der Stadtgeschichte dargestellt. |
| weitere Bilder | Wäscherinnenbrunnen   | In der Steinkuhle/Löherweg (Bleichewiese) | Anneliese Schmidt-Schöttler | 2002       | Der Brunnen wurde von Hedwig Viedebantt gestiftet. |
| weitere Bilder | Pannenklöpper-Denkmal | Marktplatz                                | Karl-Heinz Klein            | 1982       | Das Denkmal soll die Bedeutung des Schmiedehandwerks (insbesondere Pfannenherstellung) für die Region symbolisieren. |
| weitere Bilder | Flötenspieler         | Franziskanerstraße                        | Rinaldo Bigi                |            | Die Skulptur steht vor dem Alten Lyzeum. |
| weitere Bilder | Agatha-Säule          | Kirchgasse Lage                           | Josef Baron                 | 1979       | Die Statue steht auf einer zwei Meter hohen Steinsäule am nördlichen Seitenportal der St.-Martinus-Kirche. Sie stellt die heilige Agatha, Märtyrerin im 3. Jahrhundert, dar und soll an das Agatha-Gelübde der Olper Bürger im Jahre 1665 erinnern. Eine Vorgänger-Figur wurde 1965 eingeweiht und 1973 gestohlen. |